# قرقرة

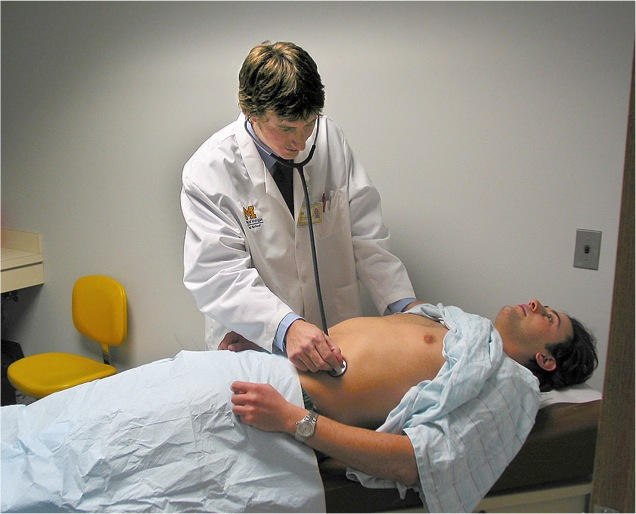

القرقرة (بالإنجليزية: Borborygmus)‏ إذا كنا نشعر بالجوع أو نشعر برغبة ملحة في الأكل، فمجرد رؤية أو شم أو التفكير بالغذاء سيسبب اطلاق سيل من الإشارات من نظامنا الهضمي إلى الدماغ لتحضير كل الأنظمة لاستقبال الغذاء. وهذا يحفز عضلات المعدة والأمعاء على البدء في الحركة واطلاق السوائل الهضمية، التي تبدأ تباعا بالتفاعل مع الهواء والغازات المتخمرة داخل نظامنا المعوي (ليس بالأمر المشهي للتفكير به). في أغلب الأحيان تتم هذه العملية بصمت، لكن هناك إمكانية عالية للبدء بعزف “سمفونية معوية محرجة” تعرف عادة في الدوائر الطبية باسم” borborygmi.”
عموما، هذه الضوضاء ليست مصدر قلق وقد يكون سببها واحد أو أكثر من التالي:
- أي حمية جديدة، خصوصا إذا هو أوطأ جدا في السعرات الحرارية أو التقييدي جدا في الخيارات المغذية
– حساسية اتجاه نوع معين من الطعام مثل (الألياف، الحليب، الفاصولياء، الخ. )
– المشروبات الغازية والمكربنة والكافيين.
– ابتلاع هواء مفرط (مع الأكل، العلكة أو التدخين)
– أكل أطعمة تحتوي على محليات يمكن أن تحفز الغازات في الأمعاء مثل سكر الكحوليات، sorbitol، maltitol، xylitol، mannitol.
– موقع الجسم (الاضطجاع، على الجانب، الخ. )
– تقييد محيط البطن (استعمال حزام أو ملابس ضيقة)
– الإجهاد